# Pago Pago
Pago Pago  je administrativno središte i najveća luka od 3 656 stanovnika,jednog od Otočnih teritorija Sjedinjenih Američkih Država, Američke Samoe u Polineziji.

## Geografska obilježja
Pago Pago leži na sredini jugoistočne obale otoka Tutuile u istoimenom velikom dubokom zaljevu, koji gotovo dijeli otok na dva dijela.Odmah iznad zaljeva uzdižu se relativno strma pošumljena brda. Današnja aglomeracija Pago Pago sastoji se od niza naselja, poredanih uz uski pojas zemlje u zaljevu, među kojima su najznačajniji Fagatogo, sjedište parlamenta i vrhovnog suda i Utulai u kojem stoluje lokalna vlada.
Engleski pisac William Somerset Maugham u svojoj kratkoj priči Rain (Kiša), opisao je Pago Pago kao sparan i zapušten grad, dok je danas to stambeno industrijsko naselje pristojna izgleda.
Današnja aglomeracija sastoji se od niza naselja, poredanih po zaljevu, među kojima su najznačajniji Fagatogo, sjedište parlamenta i vrhovnog suda i Utulai u kojem stoluje lokalna vlada.
Kod sela Tafuna nalazi se Međunarodna zračna luka Pago Pago (IATA: PPG, ICAO: NSTU ). 11.3 km od gradskog središta.
Klima je tropska s prosječnim temperaturama od 25° do 30° C, od prosinca do ožujka vlada kišna sezona kad ima olujnih vjetrova. 

## Povijest
Zaljev Pago Pago odabrao je 1872. američki kontraadmiral Richard Worsam Meade, koji je dobio zadatak pronaći luku za utovar ugljena za brodove američke mornarice. Nakon pregovora s tadašnjim samoanskim poglavicom Maugaom, zaljev je ustupljen SAD-ma. 
Od 1899. Pago Pago je administrativno središte Američke Samoe. Bio je aktivna pomorska baza američke mornarice od 1900. do 1951., a od tada je slobodna luka za sve vrste plovila.  
Jak podmorski potres magnitude 8,3 ° 29. rujna 2009. udaljen nekih 190 km južno od Pago Paga uzrokovao je moćni cunami koji je preplavio grad i prouzročio veliku štetu i pogibiju mnogih građana po cijelom Samoanskom otočju.

## Gospodarstvo
Turizam je dominantna grana gradskog gospodarstva, od kad je 1964. izgrađena Međunarodna zračna luka Pago Pago (IATA: PPG, ICAO: NSTU). On se nalazi udaljen 11.3 km od središta grada u smjeru juga, kod naselja Tafuna i djelomično je produžen prema laguni, odnosno pista je položena na koraljni greben. 
U Pago Pagu razvijeno je i ribarstvo, pa radi i tvornica konzervi iz koje se izvoze konzervirane tune.

## Vanjske poveznice
- Službene stranice Pago Paga
- Pago Pago na portalu Encyclopædia Britannica